# CEROレーティング17才以上対象ソフトの一覧

「17才以上対象」指定ソフトに表示されるアイコン。

CEROレーティング17才以上対象ソフトの一覧（セロレーティング17さいいじょうたいしょうのソフトいちらん）は、コンピュータエンターテインメントレーティング機構（CERO）によるレーティングで「CERO：D（17才以上対象）」（購入の規制がなされないレーティングの限度）に区分されたゲームソフトの一覧である。
2006年2月までの旧区分における「18才以上対象」から変更し直されたソフトも数多く存在する。

## 任天堂 ハード
ゲームボーイアドバンスには該当ソフトが存在しない。

### Nintendo Switch
- ディアブロ III エターナルコレクション（コンテンツアイコン：「暴力、犯罪」）
- My Friend Pedro（コンテンツアイコン：「暴力」）
- 死印（コンテンツアイコン：「暴力、犯罪」）
- メトロ2033リダックス（コンテンツアイコン：「暴力」）
- ひぐらしのなく頃に奉（コンテンツアイコン：「犯罪、言葉・その他」）
- DOOM 64（コンテンツアイコン：「暴力」）
- Warframe（コンテンツアイコン：「暴力」）
- 絶対階級学園（コンテンツアイコン：「犯罪」）
- Earthfall: Alien Horde（コンテンツアイコン：「暴力」）
- スナイパーエリート3 Ultimate Edition（コンテンツアイコン：「暴力」）
- 進撃の巨人2（コンテンツアイコン：「暴力、犯罪」）
- INSIDE（コンテンツアイコン：「暴力、犯罪」）
- 蛇香のライラ ～Trap of MUSK～（コンテンツアイコン：「犯罪」）
- BIOHAZARD 5（コンテンツアイコン：「暴力、犯罪」）
- 返校 -Detention-（コンテンツアイコン：「暴力、犯罪」）
- INSIDE（コンテンツアイコン：「暴力、犯罪」）
- biohazard 4（コンテンツアイコン：「暴力」）
- Sniper Elite V2 Remastered（コンテンツアイコン：「暴力」）
- LIMBO（コンテンツアイコン：「暴力」）
- DARK SOULS REMASTERED（コンテンツアイコン：「暴力」）
- SAMURAI SPIRITS（コンテンツアイコン：「暴力」）
- 神獄塔 メアリスケルター2 for Nintendo Switch（コンテンツアイコン：「セクシャル」）
- ぎゃる☆がん2（コンテンツアイコン：「セクシャル」）
- ベヨネッタシリーズ（コンテンツアイコン：「セクシャル、暴力、犯罪」）
  - ベヨネッタ
  - ベヨネッタ2
  - ベヨネッタ3
- 返校（コンテンツアイコン：「暴力、犯罪」）
- レイジングループ（コンテンツアイコン：「暴力」）
- スーパーリアル麻雀PV（コンテンツアイコン：「セクシャル」）
- スーパーリアル麻雀PVI（コンテンツアイコン：「セクシャル」）
- スーパーリアル麻雀P7（コンテンツアイコン：「セクシャル」）
- ニル・アドミラリの天秤 色ドリ撫子（コンテンツアイコン：「セクシャル、麻薬等薬物」）
- キルラキル ザ・ゲーム－異布ー（コンテンツアイコン：［セクシャル」）
- 「ピオフィオーレの晩鐘」シリーズ
  - ピオフィオーレの晩鐘 -ricordo-（コンテンツアイコン：「セクシャル、犯罪」）
  - ピオフィオーレの晩鐘 -Eposodio 1926-（コンテンツアイコン：「セクシャル、暴力、犯罪」）
- DIABOLIK LOVERS GRAND EDITION for Nintendo Switch（コンテンツアイコン:「セクシャル、犯罪」）
- アズールレーン クロスウェーブ（コンテンツアイコン：「セクシャル」）

PS4版ではCERO：C（15才以上対象）。
- バニーガーデン（コンテンツアイコン：「セクシャル」）

### Wii U
- コール オブ デューティ ゴースト（コンテンツアイコン：「暴力、犯罪」）
- スナイパー　エリートV2（コンテンツアイコン：「暴力」）
- スプリンターセル　ブラックリスト（コンテンツアイコン：「暴力、犯罪」）
- 零 ～濡鴉ノ巫女～（コンテンツアイコン：「暴力、犯罪、言葉・その他」）
- ゾンビU（コンテンツアイコン：「暴力」）
- Mass Effect 3 特別版（コンテンツアイコン：「恋愛、セクシャル、暴力」）
- 真・北斗無双（コンテンツアイコン：「暴力」）
- バイオハザード リベレーションズ アンベールド エディション（コンテンツアイコン：「暴力」）
- ベヨネッタシリーズ（コンテンツアイコン：「セクシャル、暴力、犯罪」）
  - ベヨネッタ
  - ベヨネッタ2
- 龍が如く1&2 HD for Wii U（コンテンツアイコン：「セクシャル、暴力、ギャンブル」）

#### Wii U ダウンロードソフト
- トガビトノセンリツ（コンテンツアイコン：「暴力、麻薬」）

### ニンテンドー3DS
- 女の子と密室にいたら○○しちゃうかもしれない。（コンテンツアイコン：「セクシャル」）
- キャッスルヴァニア ロード オブ シャドウ 宿命の魔鏡（コンテンツアイコン：「暴力」）
- 進撃の巨人シリーズ（コンテンツアイコン：「暴力、犯罪」）
  - 進撃の巨人 〜人類最後の翼〜
  - 進撃の巨人 〜人類最後の翼〜 CHAIN
  - 進撃の巨人2〜未来の座標〜
- スプリンターセル3D（コンテンツアイコン：「暴力、犯罪」）
- 星霜のアマゾネス（コンテンツアイコン：「セクシャル」）
- 閃乱カグラシリーズ（コンテンツアイコン：「セクシャル」）
  - 閃乱カグラ -少女達の真影-
  - 閃乱カグラ Burst -紅蓮の少女達-
  - 閃乱カグラ2 -真紅-
- 闘神都市（コンテンツアイコン：「セクシャル」）
- バイオハザードシリーズ（コンテンツアイコン：「暴力」）
  - バイオハザード ザ・マーセナリーズ 3D
  - バイオハザード リベレーションズ
- ハイスクールD×D（コンテンツアイコン：「セクシャル」）
- メタルギアソリッド スネークイーター 3D（コンテンツアイコン：「恋愛、セクシャル、暴力」）
- 萌え萌え大戦争☆げんだいばーん 3D（コンテンツアイコン：「セクシャル」）

#### ニンテンドー3DS ダウンロードソフト
- 女家庭教師 伊都香先生と密室にいたら○○しちゃうかもしれない。（コンテンツアイコン：「セクシャル」）
- 拡散性ミリオンアーサー（コンテンツアイコン：「セクシャル」）
- ゾンゲリボウリング（コンテンツアイコン：「暴力」）

### Wii

#### Wiiディスクソフト
2009年12月以前に発売されたソフト（白色パッケージ）
- お姉チャンバラ Revolution（コンテンツアイコン：「暴力」）
- ザ・ハウス・オブ・ザ・デッドシリーズ
  - ザ・ハウス・オブ・ザ・デッド2&3 RETURN（コンテンツアイコン：「暴力」）
  - ザ・ハウス・オブ・ザ・デッド オーバーキル（コンテンツアイコン：「暴力、犯罪」）
- デッドスペース エクストラクション（コンテンツアイコン：「暴力」）
- デッドライジング ゾンビのいけにえ（コンテンツアイコン：「暴力」）
- ノーモア★ヒーローズ（本作の移植版はバージョンによりレーティングが異なる）（コンテンツアイコン：「犯罪」）
- バイオハザードシリーズ（コンテンツアイコン：「暴力」）
  - バイオハザード4 Wii edition
  - バイオハザード[1]

2010年1月以降に発売されたソフト（黒色パッケージ）
- 斬撃のREGINLEIV（コンテンツアイコン：「暴力」）
- ノーモア★ヒーローズ2 デスパレート・ストラグル（コンテンツアイコン：「暴力、犯罪」）
- バイオハザード ダークサイド・クロニクルズ（コンテンツアイコン：「暴力」）[2]

#### Wiiウェア 配信ソフト
- ハチワンダイバーWii（コンテンツアイコン：「ギャンブル」）

#### バーチャルコンソール 配信ソフト
スーパーファミコン
- 晦-つきこもり（コンテンツアイコン：「犯罪」）
- かまいたちの夜（コンテンツアイコン：「セクシャル」）

### ニンテンドーDS
「18才以上対象」から変更されたソフト
- バイオハザード Deadly Silence（コンテンツアイコン：「暴力」）

新規に「CERO：D（17才以上対象）」の指定を受けたソフト
- 逆境無頼カイジ Death or Survival（コンテンツアイコン：「ギャンブル」）
- 高レート裏麻雀列伝 むこうぶち 〜御無礼、終了ですね〜（コンテンツアイコン：「ギャンブル」）
- SIGNAL（コンテンツアイコン：「犯罪」）
- SIMPLE DSシリーズ Vol.44 THE ギャル麻雀（コンテンツアイコン：「セクシャル」）
- DS電撃文庫 イリヤの空、UFOの夏II（コンテンツアイコン：「犯罪、セクシャル」）
- DEMENTIUM 閉鎖病棟（コンテンツアイコン：「暴力」）
- 閉ざされた病棟 -DEMENTIUM II-（コンテンツアイコン：「暴力」）
- 天下一★戦国LOVERS DS（コンテンツアイコン：「犯罪、セクシャル」）
- どきどき魔女神判2（コンテンツアイコン：「セクシャル」）
- どき魔女ぷらす（コンテンツアイコン：「セクシャル」）
- ハチワンダイバーDS（コンテンツアイコン：「ギャンブル」）
- ひぐらしのなく頃に絆
  - 第一巻「祟」（コンテンツアイコン：「犯罪」）
  - 第二巻「想」（コンテンツアイコン：「犯罪」）
  - 第三巻「螺」（コンテンツアイコン：「言葉・その他」）
- 冬のソナタDS（コンテンツアイコン：「飲酒・喫煙」）
- 萌え萌え2次大戦(略)2［chu〜♪］☆ヤマトナデシコ（コンテンツアイコン：「セクシャル」）

#### DSiウェア 配信ソフト
- ハチワンダイバーDS ストーリー（コンテンツアイコン：「ギャンブル」）

### ニンテンドーゲームキューブ
- バイオハザードシリーズ （いずれも「18才以上対象」から変更）
  - バイオハザード3 LAST ESCAPE（再発版のみ）（コンテンツアイコン：「暴力」）
  - バイオハザード CODE:Veronica 完全版（コンテンツアイコン：「暴力」）

## ソニー・インタラクティブエンタテインメント ハード

### PlayStation 5
- 鉄拳8（コンテンツアイコン：「セクシャル」）

### PlayStation 4
- 絶体絶命都市4Plus -Summer Memories-（コンテンツアイコン：「セクシャル、犯罪」）
- オメガクインテット（コンテンツアイコン：「セクシャル」）
- 神獄塔 メアリスケルター2（コンテンツアイコン：「セクシャル」）

神獄塔 メアリスケルターFinaleはCERO：C（15才以上対象）。
- KILLZONE SHADOW FALL（コンテンツアイコン：「暴力、犯罪」）
- コール オブ デューティ ゴースト（コンテンツアイコン：「暴力、犯罪」）
- サイコブレイク（コンテンツアイコン：「暴力、犯罪」）

CERO：D（17才以上対象）版を購入後、DLCにてCERO：Z（18才以上のみ対象）がプレイ可能になる。
- SAMURAI SPIRITS（コンテンツアイコン：「暴力」）
- 閃乱カグラシリーズ（コンテンツアイコン：「セクシャル」）
  - 閃乱カグラ Burst Re:Newal
  - 閃乱カグラ ESTIVAL VERSUS -少女達の選択-
  - 閃乱カグラ PEACH BEACH SPLASH
- ダンガンロンパシリーズ
  - 絶対絶望少女 ダンガンロンパ Another Episode（コンテンツアイコン：「暴力、犯罪」）
  - ダンガンロンパ 1・2 Reload（コンテンツアイコン：「暴力、犯罪」）
  - ニューダンガンロンパV3 みんなのコロシアイ新学期（コンテンツアイコン：「恋愛、セクシャル、犯罪」）
- デート・ア・ライブ 凜緒リンカーネイションHD（コンテンツアイコン：「セクシャル」）
- 夏色ハイスクル★青春白書〜転校初日のオレが幼馴染と再会したら報道部員にされていて激写少年の日々はスクープ大連発でイガイとモテモテなのに何故かマイメモリーはパンツ写真ばっかりという現実と向き合いながら考えるひと夏の島の学園生活と赤裸々な恋の行方。〜（コンテンツアイコン：「セクシャル」）
- ニーア シリーズ
  - ニーア オートマタ（コンテンツアイコン：「暴力、犯罪、麻薬等薬物」）
  - ニーア レプリカント ver.1.22474487139...（コンテンツアイコン：「セクシャル、暴力、犯罪」）
- バイオハザードシリーズ
  - バイオハザード6（コンテンツアイコン：「セクシャル、暴力、犯罪」）
  - バイオハザード7 レジデント イービル （コンテンツアイコン：「恐怖、暴力、犯罪、言葉・その他」）
  - バイオハザード RE:2（コンテンツアイコン：「暴力」）

CERO：Z（18才以上のみ対象）版と併売。
- バトルフィールド4（コンテンツアイコン：「犯罪」）
- メタルギアソリッドV グラウンド・ゼロズ（コンテンツアイコン：「暴力、犯罪」）
- 龍が如くシリーズ
  - 龍が如く 維新!（コンテンツアイコン：「セクシャル、暴力、ギャンブル」）
  - 龍が如く0 誓いの場所（コンテンツアイコン：「セクシャル、暴力、ギャンブル、犯罪」）
  - 龍が如く極（コンテンツアイコン：「セクシャル、暴力、ギャンブル、犯罪」）
  - 龍が如く6 命の詩。（コンテンツアイコン：「セクシャル、暴力、ギャンブル、犯罪」）
  - 龍が如く極2（コンテンツアイコン：「セクシャル、暴力、ギャンブル、犯罪」）
  - 龍が如く7 光と闇の行方（コンテンツアイコン：「セクシャル、暴力、ギャンブル、犯罪」）
- ぎゃる☆がんシリーズ（コンテンツアイコン：「セクシャル」）
  - ぎゃる☆がん だぶるぴーす
  - ぎゃる☆がん2
- フローラル・フローラブ（コンテンツアイコン：「犯罪」）
- DIABOLIK LOVERS GRAND EDITION（コンテンツアイコン:「セクシャル、暴力」）
- キルラキル ザ・ゲーム -異布-（コンテンツアイコン：「セクシャル」）

### PlayStation Vita
- 神獄塔 メアリスケルター（コンテンツアイコン：「セクシャル」）
- グリザイアシリーズ
  - グリザイアの果実（コンテンツアイコン：「セクシャル」）
  - グリザイアの迷宮（コンテンツアイコン：「犯罪」）
  - グリザイアの楽園（コンテンツアイコン：「セクシャル、暴力、犯罪」）
- 限界凸○シリーズ（コンテンツアイコン：「セクシャル」）
  - 限界凸騎 モンスターモンピース
  - 限界凸記 モエロクロニクル
  - 限界凸起 モエロクリスタル
  - 限界凸旗 セブンパイレーツ
- ぎゃる☆がん だぶるぴーす（コンテンツアイコン：「セクシャル」）
- ゴールデンタイム Vivid Memories（コンテンツアイコン：「セクシャル」）
- 真かまいたちの夜 11人目の訪問者（コンテンツアイコン：「セクシャル」）
- 地獄の軍団（コンテンツアイコン：「暴力」）
- 閃乱カグラシリーズ（コンテンツアイコン：「セクシャル」）
  - デカ盛り閃乱カグラ
  - 閃乱カグラ SHINOVI VERSUS -少女達の証明-
  - 閃乱カグラ ESTIVAL VERSUS -少女達の選択-
- 忍道2 散華（コンテンツアイコン：「暴力」）
- ダンガンロンパシリーズ
  - 絶対絶望少女 ダンガンロンパ Another Episode（コンテンツアイコン：「暴力、犯罪」）
  - ダンガンロンパ 1・2 Reload（コンテンツアイコン：「暴力、犯罪」）
  - ニューダンガンロンパV3 みんなのコロシアイ新学期（コンテンツアイコン：「恋愛、セクシャル、犯罪」）
- ニル・アドミラリの天秤シリーズ
  - ニル・アドミラリの天秤 帝都幻惑綺譚（コンテンツアイコン：「セクシャル」）
  - ニル・アドミラリの天秤 クロユリ炎陽譚（コンテンツアイコン：「セクシャル、麻薬等薬物」）
- DIABOLIK LOVERSシリーズ
  - DIABOLIK LOVERS VANDEAD CARNIVAL（コンテンツアイコン：「セクシャル」）
  - DIABOLIK LOVERS MORE,BLOOD LIMITED V EDITION（コンテンツアイコン：「セクシャル、犯罪」）
  - DIABOLIK LOVERS DARK FATE（コンテンツアイコン：「セクシャル、犯罪」）
- デート・ア・ライブ Twin Edition 凜緒リンカーネイション（コンテンツアイコン：「セクシャル」）
- ToHeart2 ダンジョントラベラーズ（コンテンツアイコン：「セクシャル」）
- To LOVEる -とらぶる- ダークネス バトルエクスタシー（コンテンツアイコン：「セクシャル」）
- ドリームクラブZERO ポータブル（コンテンツアイコン：「セクシャル」）
- NINJA GAIDEN Σ PLUS（コンテンツアイコン：「暴力」）
- ネプテューヌシリーズ（コンテンツアイコン：「セクシャル」）
  - 超次元アクション ネプテューヌU
  - 激次元タッグ ブラン+ネプテューヌVSゾンビ軍団
- はつゆきさくら（コンテンツアイコン：「セクシャル」）
- 花咲ワークスプリング!（コンテンツアイコン：「セクシャル」）
- フローラル・フローラブ（コンテンツアイコン：「犯罪」）
- バレットガールズシリーズ（コンテンツアイコン：「セクシャル、犯罪」）
  - バレットガールズ
  - バレットガールズ2
  - バレットガールズファンタジア
- ひぐらしのなく頃に粋（コンテンツアイコン：「犯罪、言葉・その他」）
- ピオフィオーレの晩鐘（コンテンツアイコン：「セクシャル、犯罪」）
- BLACK WOLVES SAGA -Weiβ und Schwarz-（コンテンツアイコン：「暴力、犯罪」）
- メタルギア ソリッド HD エディション（コンテンツアイコン：「恋愛、セクシャル、暴力、犯罪」）
- Rewrite Harvest festa!（コンテンツアイコン：「セクシャル」）
- 萌え萌え大戦争☆げんだいばーん ++（ぷらすぷらす）（コンテンツアイコン：「セクシャル」）

### PlayStation 3
- アーミー オブ ツー（コンテンツアイコン：「暴力」）
- アガレスト戦記ZERO（コンテンツアイコン：「セクシャル」）
- 悪魔城ドラキュラシリーズ（コンテンツアイコン：「暴力」）
  - キャッスルヴァニア ロード オブ シャドウ
  - 悪魔城ドラキュラ ロード オブ シャドウ2
- アローン・イン・ザ・ダーク（コンテンツアイコン：「暴力」）
- アンチャーテッド 砂漠に眠るアトランティス（コンテンツアイコン：「暴力」）
- アンリアルトーナメント3（コンテンツアイコン：「暴力」）
- VANQUISH（コンテンツアイコン：「暴力」）
- ヴァンパイアレイン：アルタードスピーシーズ（Xbox 360版は「CERO：Z（18才以上のみ対象）」区分）（コンテンツアイコン：「暴力」）
- WET（コンテンツアイコン：「犯罪」）
- WANTED: WEAPONS OF FATE（コンテンツアイコン：「暴力」）
- うみねこのなく頃に 〜魔女と推理の輪舞曲〜（コンテンツアイコン：「暴力、犯罪」）
- Xブレード（コンテンツアイコン：「暴力」）
- KILLZONE 2（コンテンツアイコン：「暴力」）
- KILLZONE 3（コンテンツアイコン：「暴力、犯罪」）
- QUANTUM THEORY（コンテンツアイコン：「暴力」）
- CRYSIS 2（コンテンツアイコン：「暴力」）
- KANE&LYNCH: DEAD MEN（コンテンツアイコン：「暴力、犯罪」）
- KANE&LYNCH 2: DOG DAYS（コンテンツアイコン：「暴力、犯罪、言葉・その他」）
- コール オブ デューティ モダン・ウォーフェア2（コンテンツアイコン：「暴力、犯罪」）
- コール・オブ・ファレス 血の絆（コンテンツアイコン：「暴力」）
- コール・オブ・ファレス ザ・カルテル（コンテンツアイコン：「セクシャル、暴力、犯罪」）
- ゴッド・オブ・ウォー コレクション（ゴッド・オブ・ウォー、ゴッド・オブ・ウォーII 終焉への序曲）（コンテンツアイコン：「暴力、犯罪」）
- サイコブレイク

CERO：D（17才以上対象）版を購入後、DLCにてCERO：Z（18才以上のみ対象）がプレイ可能になる。
- ゴッドファーザー2（コンテンツアイコン：「暴力」、前作は「CERO：Z（18才以上のみ対象）」区分）
- SIREN:New Translation（コンテンツアイコン：「暴力、言葉・その他」）
- The Elder Scrolls IV: Oblivion（コンテンツアイコン：「暴力、犯罪」）
  - The Elder Scrolls IV: Oblivion Game of the Year Edition（コンテンツアイコン：「暴力、犯罪」）
- 侍道3（コンテンツアイコン：「暴力」）
  - 侍道3 Plus（コンテンツアイコン：「暴力」）
- 侍道4（コンテンツアイコン：「暴力、犯罪、セクシャル、ギャンブル」）
- JUST CAUSE 2（コンテンツアイコン：「暴力、犯罪」）
- シンギュラリティ（コンテンツアイコン：「暴力」）
- ストラングルホールド（コンテンツアイコン：「暴力」）
- SOCOM: CONFRONTATION（コンテンツアイコン：「暴力」）
- SOCOM 4: U.S. Navy SEALs（コンテンツアイコン：「暴力」）
- ZONE OF THE ENDERS HD EDITION（Xbox 360版は「CERO：C（15才以上対象）」区分）（コンテンツアイコン：「暴力」）
- DARKSIDERS 〜審判の時〜（コンテンツアイコン：「暴力」）
- ダークセクター（Xbox 360版は「CERO：Z（18才以上のみ対象）」区分）（コンテンツアイコン：「暴力」）
- ダブルクラッチ（コンテンツアイコン：「暴力」）
- ダンテズ・インフェルノ 〜神曲 地獄篇〜（コンテンツアイコン：「暴力」）
- デート・ア・ライブシリーズ（コンテンツアイコン：「セクシャル」）
  - デート・ア・ライブ 凛祢ユートピア
  - デート・ア・ライブ 或守インストール
- デッド トゥ ライツ レトリビューション（コンテンツアイコン：「セクシャル、暴力」）
- DUNAMIS15（コンテンツアイコン：「犯罪」）
- テュロック（コンテンツアイコン：「暴力」）
- Demon's Souls（コンテンツアイコン：「暴力」）
- ToHeart2 DX PLUS（コンテンツアイコン：「セクシャル」）
- Dragon Age: Origins（コンテンツアイコン：「セクシャル」）
  - Dragon Age: Origins - Awakening（コンテンツアイコン：「セクシャル」）
- ナイツコントラクト（コンテンツアイコン：「暴力」）
- 夏色ハイスクル★青春白書〜転校初日のオレが幼馴染と再会したら報道部員にされていて激写少年の日々はスクープ大連発でイガイとモテモテなのに何故かマイメモリーはパンツ写真ばっかりという現実と向き合いながら考えるひと夏の島の学園生活と赤裸々な恋の行方。〜（コンテンツアイコン：「セクシャル」）
- ニーア レプリカント（コンテンツアイコン：「暴力」）
- NINJA GAIDEN Σ（コンテンツアイコン：「暴力」）
- NINJA GAIDEN Σ2（コンテンツアイコン：「暴力」）
- NO MORE HEROES 英雄たちの楽園（Xbox 360版『NO MORE HEROES RED ZONE Edition』は「CERO：Z（18才以上のみ対象）」区分）（コンテンツアイコン：「犯罪」）
- バイオショック（コンテンツアイコン：「暴力、犯罪」）
- バイオニックコマンドー（コンテンツアイコン：「暴力」）
- バイオハザードシリーズ
  - バイオハザード5（コンテンツアイコン：「暴力、犯罪」）
    - バイオハザード5 オルタナティブ エディション（コンテンツアイコン：「暴力、犯罪」）

  - バイオハザード6（コンテンツアイコン：「セクシャル、暴力、犯罪」）
  - バイオハザード リバイバルセレクション（バイオハザード CODE:Veronica 完全版、バイオハザード4）（コンテンツアイコン：「暴力」）
- バイナリー ドメイン（コンテンツアイコン：「犯罪」）
- バトルフィールド バッド カンパニー2（コンテンツアイコン：「暴力」）
- バレットストーム（コンテンツアイコン：「暴力」）
- Hunted: The Demon's Forge（コンテンツアイコン：「暴力」）
- ファークライ2（コンテンツアイコン：「暴力」）
- 50 Cent: Blood on the Sand（コンテンツアイコン：「暴力」）
- フラクチャー（コンテンツアイコン：「暴力」）
- ブラザー イン アームズ ヘルズハイウェイ（コンテンツアイコン：「暴力」）
- Brink（コンテンツアイコン：「暴力」）
- ヘイズ（コンテンツアイコン：「暴力、犯罪」）
- HEAVY RAIN 心の軋むとき（コンテンツアイコン：「暴力、犯罪、言葉・その他」）
- ベヨネッタ（コンテンツアイコン：「暴力、犯罪」）
- 北斗無双（コンテンツアイコン：「暴力」）
  - 北斗無双 International
  - 真・北斗無双
- Borderlands: Game of The Year Edition（コンテンツアイコン：「暴力、犯罪」）
- HOMEFRONT（コンテンツアイコン：「犯罪、暴力」）
- WHITE ALBUM 綴られる冬の想い出（コンテンツアイコン：「セクシャル」）
- マインドジャック（コンテンツアイコン：「暴力」）
- Mass Effect 2（コンテンツアイコン：「恋愛、セクシャル、暴力」）
- マックス アナーキー（コンテンツアイコン：「暴力」）
- メダル・オブ・オナー（コンテンツアイコン：「暴力」）
- メタルギア ソリッド4 ガンズ・オブ・ザ・パトリオット（コンテンツアイコン：「犯罪、暴力」）
- メタルギア ソリッド HD エディション（コンテンツアイコン：「恋愛、セクシャル、暴力、犯罪」）
- 萌え萌え大戦争☆げんだいばーん ++（ぷらすぷらす）（コンテンツアイコン：「セクシャル」）
- 龍が如くシリーズ
  - 龍が如く 見参!（コンテンツアイコン：「セクシャル、暴力、飲酒・喫煙」）
  - 龍が如く3（コンテンツアイコン：「セクシャル、暴力、ギャンブル」）
  - 龍が如く4 伝説を継ぐもの（コンテンツアイコン：「セクシャル、暴力、ギャンブル」）
  - 龍が如く OF THE END（コンテンツアイコン：「セクシャル、暴力、ギャンブル」）
  - 龍が如く1&2 HD EDITION（コンテンツアイコン：「セクシャル、暴力、ギャンブル」）
  - 龍が如く5 夢、叶えし者（コンテンツアイコン：「セクシャル、暴力、ギャンブル、犯罪」）
- レインボーシックス ベガス（コンテンツアイコン：「暴力、犯罪」）
- レインボーシックス ベガス 2（コンテンツアイコン：「暴力、犯罪」）
- RESISTANCE2（コンテンツアイコン：「暴力」）
- RESISTANCE3（コンテンツアイコン：「暴力」）
- Red Seeds Profile（コンテンツアイコン：「犯罪、暴力」）
- レッドファクション:アルマゲドン（コンテンツアイコン：「暴力」）
- ロリポップチェーンソー（PREMIUM EDITIONは『CERO：Z（18才以上のみ対象）』区分）（コンテンツアイコン：「暴力」）

#### PlayStation Store 配信ソフト（PS3）
- ゴッド・オブ・ウォー HD（コンテンツアイコン：「暴力」）
- ゴッド・オブ・ウォーII HD（コンテンツアイコン：「暴力、犯罪」）
- バーン・ゾンビ・バーン（コンテンツアイコン：「???」）
- マット・ハザード ブラッド・バス・アンド・ビヨンド（コンテンツアイコン：「暴力」）
- LIMBO（コンテンツアイコン：「暴力」）

### PlayStation Portable
「18才以上対象」から変更されたソフト
- かまいたちの夜2 特別篇（コンテンツアイコン：「セクシャル、暴力」）
- 街 〜運命の交差点〜 特別篇（コンテンツアイコン：「セクシャル、飲酒・喫煙、ギャンブル」）

新規に「CERO：D（17才以上対象）」の指定を受けたソフト
- うみねこのなく頃にシリーズ（コンテンツアイコン：「暴力、犯罪」）
  - うみねこのなく頃にPortable 1
  - うみねこのなく頃にPortable 2
- お姉チャンバラ SPECIAL（コンテンツアイコン：「セクシャル、暴力」）
- CHAOS;HEAD NOAH（Xbox 360版は「CERO：Z（18才以上のみ対象）」区分）（コンテンツアイコン：「暴力、犯罪、言葉・その他」）
- ガチトラ! 〜暴れん坊教師 in High School〜（コンテンツアイコン：「セクシャル」）
- クイーンズブレイド スパイラルカオス（コンテンツアイコン：「セクシャル」）
- クイーンズゲイト スパイラルカオス（コンテンツアイコン：「セクシャル」）
- クリミナルガールズ（コンテンツアイコン：「セクシャル」）
- CROSS†CHANNEL 〜To all people〜（コンテンツアイコン：「犯罪、セクシャル」）
- クロヒョウ 龍が如く新章（コンテンツアイコン：「セクシャル、飲酒・喫煙、ギャンブル」）
- 恋と選挙とチョコレート PORTABLE（コンテンツアイコン：「セクシャル」）
- ゴッド・オブ・ウォー 落日の悲愴曲（コンテンツアイコン：「暴力、セクシャル、犯罪」）
- ゴッド・オブ・ウォー 降誕の刻印（コンテンツアイコン：「暴力、セクシャル」）
- コープスパーティーシリーズ（コンテンツアイコン：「暴力、犯罪」）
  - コープスパーティー ブラッドカバー リピーティッドフィアー
  - コープスパーティー Book of Shadows
- The 3rd Birthday（コンテンツアイコン：「暴力、セクシャル」）
- シークレットゲーム PORTABLE（コンテンツアイコン：「ギャンブル」）
- 白銀のカルと蒼空の女王（コンテンツアイコン：「セクシャル」）
- 大正野球娘。 〜乙女達之青春日記〜（コンテンツアイコン：「飲酒・喫煙」）
- ダンガンロンパ 希望の学園と絶望の高校生（コンテンツアイコン：「暴力、犯罪」）
- ダンテズ・インフェルノ 〜神曲 地獄篇〜（コンテンツアイコン：「暴力」）
- ティンクル☆くるせいだーすGoGo!（コンテンツアイコン：「セクシャル」）
- デッド オア アライブ パラダイス（コンテンツアイコン：「セクシャル」）
- デッドヘッドフレッド 〜首なし探偵の悪夢〜（コンテンツアイコン：「暴力」）
- ToHeart2 ダンジョントラベラーズ（コンテンツアイコン：「セクシャル」）
- どきどきすいこでん（コンテンツアイコン：「セクシャル」）
- ぱすてるチャイムContinue（コンテンツアイコン：「セクシャル、犯罪」）
- Piaキャロットへようこそ!! G.P. 〜学園プリンセス〜 Portable（コンテンツアイコン：「セクシャル」）
- ひぐらしのなく頃に粋（コンテンツアイコン：「犯罪、言葉・その他」）
- Fate/EXTRA CCC（コンテンツアイコン：「セクシャル」）
- マイアミ・バイス ザ・ゲーム（コンテンツアイコン：「暴力」）
- 萌え萌え2次大戦（略）2［chu〜♪］（コンテンツアイコン：「セクシャル」）
- 萌え萌え大戦争☆げんだいばーん+（コンテンツアイコン：「セクシャル」）
- Last Escort -Club Katze-（コンテンツアイコン：「セクシャル」）
- SIMPLEシリーズ
  - SIMPLE2500シリーズPortable!! Vol.8 THE どこでもギャル麻雀（コンテンツアイコン：「セクシャル」）
  - SIMPLE2000シリーズPortable!! Vol.3 THE ホントにアタマを使うアクション 〜デッドヘッドフレッド〜（コンテンツアイコン：「暴力」）
- グリザイアの果実（コンテンツアイコン：「セクシャル」）

#### 変更、新規指定等の無いソフト
- DIABOLIK LOVERS MORE,BLOOD（コンテンツアイコン：「セクシャル、犯罪」）
- BLACK WOLVEA SAGA -Last Hope-（コンテンツアイコン：「セクシャル、犯罪」）

#### PlayStation Store 配信ソフト（PSP）
- ZODIAC -ゾディアック-（コンテンツアイコン：「セクシャル」）

### PlayStation
- 裏技麻雀 〜これって天和ってやつかい〜（ゲームアーカイブス）（コンテンツアイコン：「ギャンブル」）
- LSD（ゲームアーカイブス）（コンテンツアイコン：「暴力」）
- シルバー事件（ゲームアーカイブス）（コンテンツアイコン：「犯罪」）
- SIMPLE1500シリーズ（全てゲームアーカイブス）
  - Vol.71 THE 恋愛シミュレーション2 〜ふれあい〜（コンテンツアイコン：「犯罪」）
  - Vol.91 THE ギャンブラー（コンテンツアイコン：「ギャンブル」）
- ゼノギアス（ゲームアーカイブス）（コンテンツアイコン：「暴力」）
- NOëL NOT DiGITAL（ゲームアーカイブス）（コンテンツアイコン：「飲酒・喫煙」）
- バイオハザード ディレクターズカット（ゲームアーカイブス）（コンテンツアイコン:「暴力」）
- バイオハザード3 LAST ESCAPE（カプコレ、ゲームアーカイブス）（カプコレ版は「18才以上対象」から変更）（コンテンツアイコン：「暴力」）
- 初恋ばれんたいん（ゲームアーカイブス）（コンテンツアイコン:「ギャンブル」）
- 初恋ばれんたいんスペシャル（ゲームアーカイブス）（コンテンツアイコン:「ギャンブル」）
- 魔女たちの眠り -復活祭-（ゲームアーカイブス）（コンテンツアイコン：「犯罪」）

## マイクロソフト ハード

### Xbox
「18才以上対象」から変更されたソフト
- Outlaw Volleyball（コンテンツアイコン：「不明」）
- 青い涙（コンテンツアイコン：「犯罪」）
- カウンターストライク（コンテンツアイコン：「暴力」）
- コンカー: Live and Reloaded（コンテンツアイコン：「暴力」）
- ザ・ハウス・オブ・ザ・デッド III（コンテンツアイコン：「不明」）
- ジェイド エンパイア 〜翡翠の帝国〜（コンテンツアイコン：「暴力」）
- デッド オア アライブ アルティメット（コンテンツアイコン：「セクシャル」）
- デッド トゥ ライツ（コンテンツアイコン：「不明」）
- トム・クランシーシリーズ スプリンターセル カオスセオリー（コンテンツアイコン：「暴力、犯罪」）
- Fable（コンテンツアイコン：「セクシャル、暴力」）
- ブラザー イン アームズ ロード トゥ ヒル サーティー（PS2版はCERO：C（15才以上対象））（コンテンツアイコン：「暴力」）
- プリンス・オブ・ペルシャ ケンシノココロ（PS2版はCERO：C（15才以上対象））（コンテンツアイコン：「暴力」）
- Return to Castle Wolfenstein: Tides of War（コンテンツアイコン：「不明」）

## セガ ハード

### ドリームキャスト
ドリームキャスト用で「18才以上対象」として発売された以下のソフトは全て「CERO：D（17才以上対象）」へ変更されている。
- あいかぎ 〜ひだまりと彼女の部屋着〜（コンテンツアイコン：「恋愛」）
- IZUMO（コンテンツアイコン：「セクシャル」）
- うたう♪タンブリング・ダイス（コンテンツアイコン：「恋愛、セクシャル」）
- 白詰草話（コンテンツアイコン：「不明」）
- すい〜とし〜ずん（コンテンツアイコン：「セクシャル」）
- パティシエなにゃんこ 〜初恋はいちご味〜（コンテンツアイコン：「セクシャル」）
- BALDR FORCE EXE（コンテンツアイコン：「恋愛、セクシャル、犯罪」）
- Piaキャロットへようこそ!!3（コンテンツアイコン：「不明」）
- 魔女のお茶会（コンテンツアイコン：「不明」）
- 恋愛CHU! ハッピーパーフェクト（コンテンツアイコン：「不明」）

## パソコンゲーム
「18才以上対象」から変更されたソフト
- ザ・ハウス・オブ・ザ・デッド III（コンテンツアイコン：「暴力」）
- ネヴァーウィンター・ナイツ 拡張キット ホード・オブ・ジ・アンダーダーク（コンテンツアイコン：「暴力」）

新規に「CERO：D（17才以上対象）」の指定を受けたソフト
- アローン・イン・ザ・ダーク（コンテンツアイコン：「暴力」）
- カンパニー オブ ヒーローズ オポージング フロント（コンテンツアイコン：「???」）
- CRYSIS（コンテンツアイコン：「暴力」）
- CRYSIS WARHEAD（コンテンツアイコン：「???」）
- コール オブ デューティ モダン・ウォーフェア2（コンテンツアイコン：「犯罪、暴力」）
- シャドウラン（コンテンツアイコン：「暴力」）
- DARK SOULS with ARTORIAS OF THE ABYSS EDITION（コンテンツアイコン：「???」）
- ネヴァーウィンター・ナイツ ホード・オブ・ジ・アンダーダーク 価格改定版（コンテンツアイコン：「暴力」）
- バイオニックコマンドー（コンテンツアイコン：「暴力」）
- バイオハザード5（コンテンツアイコン：「犯罪、暴力」）
- バレットストーム（コンテンツアイコン：「暴力」）
- フル スペクトラム ウォリアー2 テン ハンマーズ（コンテンツアイコン：「暴力」）
- フロントライン フュエル・オブ・ウォー（コンテンツアイコン：「暴力」）
- Hellgate: London（コンテンツアイコン：「???」）

## その他
- スナッチャー（コンテンツアイコン：「暴力」）